# スラロム
スラロム（Slalom）は、アメリカ合衆国ワシントン州シアトルに登記上の本拠を置く総合コンサルティング会社。Slalom, LLCの一部門である同社は、北米、ヨーロッパおよびアジアパシフィックに45のオフィスを展開し、13,000人以上の従業員を雇用している。 2013年には4億8千万ドル、2016年には8億10万ドルの純収益を上げ、2017年には10億ドル規模の会社に成長した。

## 歴史
Slalom, LLCの前身の会社であるAccounting Quest, LLC は、1993年に会計および財務の専門家の派遣会社として設立された。1995年、同社はシアトル事務所を開設し、社名をTwo Degrees, LLCに変更した。その後「スラロム・コンサルティング」に名称を変更した同社は、2015年2月に社名を「スラロム」に改称し、ロゴも刷新した。

## 評判
スラロムは、2015年、2016年、2017年、2018年度に、Forbes Magazine、Fortune Magazine、Consulting Magazine、Glassdoorなど様々なビジネスジャーナル、ニュースサイト、出版物の「働きがいのある会社」ランキングに選出された。また、人権キャンペーンのCorporate Equality Indexで100点満点にも評価された。スラロムは、Consulting Magazineで「働きがいのあるコンサルティングファーム」ランキングで3位にランクインした。